# Groupalia
Groupalia é o nome comercial de Groupalia Venta Colectiva SL, um grupo on-line no segmento de compras coletivas com operações na Espanha e Itália. A Groupalia trabalha com ofertas de lazer, tais como viagens, serviços e produtos. A companhia estabeleceu-se em Barcelona no mês de maio de 2010 e tornou-se a primeira loja virtual em Barcelona, seguido por Madrid. As suas ofertas têm duração de 1 a 4 dias, com um modelo de vendas baseado na localidade e na região do produto ofertado.
A Groupalia tem a sua sede em Barcelona e possui subsidiárias em Itália. Emprega mais de 310 pessoas e possui mais de 6 milhões de usuários em todo o mundo.
A multinacional surgiu da união de um grupo de empresários espanhóis com experiência em e-commerce que decidiram fundar esta nova plataforma, tendo sua sede no distrito 22@ em Barcelona.
Os primeiros acionistas desde sua fundação são Lucas Carné e José Manuel Villanueva (fundadores da Privalia), Marcel Rafart (fundador da Nauta Capital e da Caixa Capital Risc e do LaCaixa) e Joaquín Engel. O atual CEO da empresa é Juan Santana.
A companhia obteve o seu primeiro aporte financeiro em abril de 2010 no valor de US$15 milhões, e o segundo em agosto do mesmo ano, no valor de US$26 milhões.
Em abril de 2011 a Groupalia obteve novos investidores: General Atlantic, Insight Venture Partners e Index Ventures, e quatro meses mais tarde realizaram uma nova ampliação de capital no valor de 18 milhões de euros. Este aporte veio dos acionistas que fundaram a Groupalia (Nauta Capital, Caixa Capital Risc, Lucas Carné y José Manuel Villanueva) junto aos três fundos de capital de risco que entraram para fazer parte das ações no mês supracitado (General Atlantic, Insight, Venture Partners e Index Ventures).